# Iwiec
Iwiec (niem. Iwitz) – wieś w Polsce położona w województwie kujawsko-pomorskim, w powiecie tucholskim, w gminie Cekcyn.
W latach 1975–1998 miejscowość administracyjnie należała do województwa bydgoskiego. Według Narodowego Spisu Powszechnego (III 2011 r.) liczyła 598 mieszkańców. Jest drugą co do wielkości miejscowością gminy Cekcyn.

## Części wsi
| SIMC    | Nazwa      | Rodzaj    |
| ------- | ---------- | --------- |
| 0080803 | Karpaty    | część wsi |
| 0080810 | Kochelno   | część wsi |
| 0080826 | Mały Iwiec | część wsi |

## Historia
Miejscowość powstała w 2. połowie XVIII wieku. W roku 1889 do Iwca przybył pierwszy kaznodzieja ewangelicki Hermann Römer (późniejszy proboszcz), który spotykał się z wiernymi w miejscowej szkole, a latem na świeżym powietrzu. W 1890 roku uchwalono zgodę na powstanie parafii ewangelickiej, w której skład weszło ponad 30 miejscowości (m.in. Bysław z Teologiem, Wełpin, Błądzim) i 1407 wyznawców.
Dom modlitwy i pastorówka powstały w 1895 lub 1896 roku, kościół rok później (1896 lub 1897). Został on zbudowany w stylu neogotyckim z czerwonej cegły jako jednonawowy. Aż do 1985 nie posiadał on wydzielonego prezbiterium.
Pastorówkę zamieszkiwali nie pastorzy, a trzy ewangelickie siostry zakonne (diakoniski). W 1913 roku wspólnota ta liczyła 1362 wiernych, z czego 411 mieszkało w Iwcu. Od 1910 pastorem był Ernst Otto Blűmel. Ostatni proboszcz ewangelicki (Richard Zellmann) sprawował posługę w Iwcu w latach 1918-1926. Później sprawy bieżące dotyczące funkcjonowania zboru załatwiał pełnomocnik (pomocnik zboru) Krebs, mieszkający w pastorówce, natomiast opiekę duszpasterską sprawował pastor z Tucholi, wspomagany, jak wynika z zapisu wizytacyjnego z 1934, przez pastora Waltera z Jeżewa. W roku 1934 do gminy wyznaniowej należało 500 wiernych z 14 miejscowości, a w 1937 502 mieszkańców z 11 wsi. W roku 1939, w czasie masowych egzekucji w Rudzkim Moście, spośród około 560 pomordowanych Polaków zginęło tam 12 mieszkańców Iwca - najmłodszy miał 25 lat, najstarszy 71 lat. Pomordowanych upamiętniono na obelisku w Iwcu. Po roku 1945 zachowany kościół planowano rozebrać na cegłę. Przed zniszczeniem obronił go sołtys Antoni Chechła, w wyniku czego przekazano go katolikom i konsekrowano w październiku 1945, nadając wezwanie Matki Boskiej Różańcowej. W listopadzie 1945 ówczesne władze przekazały kościół w Iwcu z zakrystią, dzwonnicą z dwoma dzwonami i wewnętrznym urządzeniem (ołtarz, organy, ławki, ambona, chrzcielnica) parafii Bysław wraz z piętrową plebanią, stodołą, chlewem, drewutnią, ogrodem oraz około 20 morgami gruntów rolnych. W kościele, ze względu na jego filialny charakter, msze odprawiano tylko w niedziele i święta.
Zachował się tutaj XIX-wieczny cmentarz ewangelicki z około 100 grobami, odrestaurowany w roku 2005 przez Stowarzyszenie Światło.